# Antoine Audo
Antoine Audo, né le 3 janvier 1946 à Alep (Syrie), est un prêtre jésuite syrien de rite chaldéen. En 1992 il est nommé évêque d'Alep de l'Église catholique chaldéenne.

## Biographie

### Formation et professorat
Entré en 1969 dans la Compagnie de Jésus, il étudie les lettres arabes à l'université de Damas (1972) puis la « Pensée politique musulmane contemporaine » à l'université Sorbonne-Nouvelle de Paris où il obtient son doctorat en 1979. La même année, le 5 août 1979 il est ordonné prêtre. Outre la formation philosophico-théologique requise pour l'ordination sacerdotale Audo fait des études de sciences bibliques à l'Institut biblique pontifical de Rome. Il est quelque temps professeur d'études bibliques à l'université Saint-Joseph de Beyrouth et à l'université Saint-Esprit de Kaslik. 

### Épiscopat
Le 18 janvier 1992, il est nommé évêque du diocèse catholique chaldéen d'Alep (Syrie) par le pape Jean-Paul II et est ainsi consacré le 11 octobre suivant par le patriarche Raphaël Ier Bidawid, assisté de Néophytos Edelby et Armando Bortolaso.
À la mort de Raphaël Ier Bidawid en 2003, il reçoit douze des quatorze voix nécessaires pour lui succéder ; c'est alors Emmanuel III Karim Delly qui est élu.
Depuis le 29 janvier 2011, il est membre du Conseil pontifical pour la pastorale des migrants et des exilés. 
En tant que président de la branche syrienne de l'association Caritas, il agit contre la misère notamment liée à la guerre civile syrienne. Il y développe l’aide médicale, surtout sur Damas et Alep, pour rendre gratuit l’accès aux soins et distribue des poêles, du mazout, des couvertures et des vêtements chauds ainsi que de l'argent afin d'aider les syriens à passer l'hiver.

## Prises de position

### Guerre civile
En juin 2011, Antoine Audo accuse les médias, notamment la BBC et Al-Jazeera, de partialité à propos de la guerre civile syrienne et du régime de Bachar el-Assad. Il alerte alors sur le fait que, si le gouvernement d’Assad venait à être renversé, cela occasionnerait une « instabilité profonde, une suspension des services de base comme l’électricité, un accroissement de la pauvreté et cela ouvrirait une brèche vers l’islamisation ».
Il ajoute : « La Syrie doit résister, et résistera. Quatre-vingts pour cent de la population est derrière le gouvernement, comme le sont les chrétiens » puis insiste sur le fait que, si Bachar Al-Assad était évincé, la Syrie subirait le même problème que l’Irak après Saddam Hussein, avec un recul massif de l’ordre et de la justice.
En 2015, il critique l'exil des Syriens vers l'Europe : « les riches partent et les pauvres deviennent misérables ».